# Liste der Mitglieder der National Academy of Sciences/1998
Im Jahr 1998 wählte die National Academy of Sciences der Vereinigten Staaten 75 Personen zu ihren Mitgliedern.

## Neugewählte Mitglieder
- Duilio Arigoni (1928–2020)
- David E. Aspnes
- Bruce J. Berne
- William A. Brock
- A. Welford Castleman, Jr. (1936–2017)
- William L. Chameides
- Ronald R. Coifman
- Douglas L. Coleman (1931–2014)
- Elizabeth Anne Craig
- Roy G. D’Andrade (1931–2016)
- Ingrid Daubechies
- Charles A. Dinarello
- Peter Doherty
- David L. Donoho
- William F. Dove
- Robert N. Eisenman
- Morris P. Fiorina, Jr.
- E. Norval Fortson
- Perry A. Frey
- Susan Gottesman
- Norma Graham
- Charles G. Gross (1936–2019)
- Donald A. Gurnett (1940–2022)
- Bryan D. Harrison
- John M. Hayes (1940–2017)
- Richard Henderson
- Hans R. Herren
- Bert Hölldobler
- Tony Hunter
- Edward A. Irving (1927–2014)
- Kiyosi Ito (1915–2008)
- Roman Jackiw (1939–2023)
- Thomas H. Jordan
- Robert P. Kirshner
- Miles V. Klein
- Maarten Koornneef
- Michael S. Levine
- Olli V. Lounasmaa (1930–2002)
- Malcolm A. Martin
- Douglas S. Massey
- John J. Mekalanos
- James K. Mitchell
- James M. Moran
- Craig Morris (1939–2006)
- Eva J. Neer (1937–2000)
- Lelio Orci
- Carl O. Pabo
- Roger Penrose
- Paul H. Rabinowitz
- Sherwin Rosen (1938–2001)
- Joan V. Ruderman
- Martin Saunders
- Romuald Schild (1936–2021)
- J. William Schopf
- William R. Schowalter
- Lu Jeu Sham
- Brian J. Staskawicz
- Paul J. Steinhardt
- Melvin E. Stern (1929–2010)
- Kenneth N. Stevens (1924–2013)
- Audrey Stevens Niyogi (1932–2010)
- Nobuo Suga
- Jack W. Szostak
- Yasuo Tanaka
- Lewis G. Tilney
- Roger Y. Tsien (1952–2016)
- David B. Wake (1936–2021)
- David C. Ward
- Robert G. Webster
- Susan R. Wessler
- Michael S. Witherell
- Richard L. Witter
- H. Boyd Woodruff (1917–2017)
- Andrew Chi-Chih Yao
- Jan A. D. Zeevaart (1930–2009)